# Isothecium sericeum
Isothecium sericeum är en bladmossart som först beskrevs av Philibert in Husnot, och fick sitt nu gällande namn av Jean Nicolas Boulay 1884. Isothecium sericeum ingår i släktet svansmossor, och familjen Brachytheciaceae. Inga underarter finns listade i Catalogue of Life.